# Авара (город)
Авара (яп. あわら市 Авара-си) — город в Японии, находящийся в префектуре Фукуи. Площадь города составляет 116,99 км², население — 28 787 человек (1 июля 2014), плотность населения — 246,06 чел./км².

## Географическое положение
Город расположен на острове Хонсю в префектуре Фукуи региона Тюбу. С ним граничат города Сакаи, Кага.

## Население
Население города составляет 28 787 человек (1 июля 2014), а плотность — 246,06 чел./км². Изменение численности населения с 1980 по 2005 годы:
| 1980 | 30 975 чел. |  |
| 1985 | 31 830 чел. |  |
| 1990 | 31 743 чел. |  |
| 1995 | 32 432 чел. |  |
| 2000 | 32 178 чел. |  |
| 2005 | 31 081 чел. |  |

## Символика
Деревом города считается слива японская, цветком — Iris ensata, птицей — белая цапля.